# François af Orléans (1818-1900)
François af Orléans, fyrste af Joinville (født 14. august 1818 på slottet i Neuilly, Neuilly-sur-Seine, Hauts-de-Seine, død 16. juni 1900 i Paris) var en fransk prins. Han var en yngre søn af kong Ludvig-Filip af Frankrig. Siden 1926 har nogle af hans efterkommere forgæves gjort krav på den franske trone.

## Forfædre
François af Orléans var bror til bl.a. Louise af Orléans (gift med Leopold 1. af Belgien og mor til Leopold 2. af Belgien) og Clémentine af Orléans (mor til Ferdinand 1. af Bulgarien)
François af Orléans var søn af kong Ludvig-Filip af Frankrig, sønnesøn af hertug Ludvig Filip af Orléans (Philippe Égalité) samt dattersøn af Ferdinand 1. af Begge Sicilier og Maria Karolina af Østrig.
Han var oldesøn af Ludvig Filip 1. af Orléans, Karl 3. af Spanien, den tysk-romerske kejser Frans 1. Stefan og kejserinde Maria Theresia af Østrig.

## Familie
François af Orléans var gift med Francisca af Brasilien, fyrstinde af Joinville. Hun var datter af Maria Leopoldina af Østrig og kejser Pedro 1. af Brasilien. De fik tre børn:
- Françoise af Orléans (1844–1925). Hun blev mor til prinsesse Marie af Orléans (gift med prins Valdemar af Danmark, der var søn af Christian 9. af Danmark). Desuden var hun mor til Henri, prins af Orléans og Jean af Guise. Jean var fransk tronprætendent i 1926–1940. Derefter var sønnen Henrik af Paris prætendent i 1940–1999.
- Pierre af Orléans, hertug af Penthièvre, flådeofficer.
- Marie Léopoldine af Orléans (født og død 30. oktober 1849)